# Acalypha chlorocardia
Acalypha chlorocardia é uma espécie de flor do gênero Acalypha, pertencente à família Euphorbiaceae.